# Siriano de Alejandría
Siriano (en griego antiguo: Συριανός, Syrianós; muerto c. 437) fue un filósofo neoplatónico griego, segunda cabeza o director de la Academia de Platón en Atenas, sucediendo en esta posición a Plutarco de Atenas en 431/432. Fue el principal maestro de Proclo, quien le sucedió a su vez en la dirección de la Academia. Como su maestro y su principal discípulo, se distinguió como comentador de Platón y Aristóteles. Se conservan íntegras varias de sus obras, de las que la más apreciada es el comentario a la Metafísica de Aristóteles. Se han perdido sendos comentarios sobre el De Caelo y De Interpretatione de Aristóteles y sobre el Timaeus de Platón.

## Vida
Nació en Alejandría en Egipto. Su padre se llamaba Filoxeno. Viajó a Atenas, donde estudió con gran celo bajo la atención de Plutarco de Atenas.

## Obra
De la extensa producción de Siriano es poco lo que se conserva:
- Comentario a la Metafísica de Aristóteles.
- Comentario a dos tratados retóricos de Hermógenes.

En obras de otros autores:
- Comentario al Fedro de Platón, conservado en escritos de Hermias.

## Ediciones
- J. Dillon, D. O'Meara, (2006), Syrianus: On Aristotle Metaphysics 13-14. Duckworth.
- D. O'Meara, J. Dillon, (2008), Syrianus: On Aristotle Metaphysics 3-4. Duckworth.